# Сисолятін Іван Матвійович
Іван Матвійович Сисолятін (нар. 24 грудня 1923 — 3 червня 2006) — радянський військовик, Герой Радянського Союзу (1944), учасник німецько-радянської війни.

## Біографія
Народився 24 грудня 1923 року в селі Таушканське (зараз у межах Сухоложського району Свердловської області Росії) в селянській родині. Росіянин. Закінчив 10 класів. Працював на шахті.
У Червоній Армії з листопада 1941 року. У діючій армії на фронтах німецько-радянської війни з липня 1942 року.
Комсорг 520-го стрілецького полку (167-та стрілецька дивізія, 38-ма армія, 1-й Український фронт) молодший сержант Іван Сисолятін з групою бійців з третього по п'яте листопада 1943 року боровся за селище Пуща-Водиця і село Святошино (нині в межах міста Києва). У числі перших увійшов до Києва.
Указом Президії Верховної Ради СРСР від 10 січня 1944 року за зразкове виконання бойових завдань командування і проявлені при цьому геройство і мужність молодшому сержанту Сисолятін Івану Матвійовичу присвоєно звання Героя Радянського Союзу з врученням ордена Леніна і медалі «Золота Зірка» (№ 2 453).
Після війни І. М. Сисолятін продовжив службу в Збройних Силах СРСР. У 1947 році закінчив Вищі військово-політичні курси, а в 1950 році — Військово-політичну академію, і в тому ж році був призначений помічником начальника політвідділу корпусу по комсомолу.
З 1952 року по 1958 рік І. М. Сисолятін проходив службу у складі Групи радянських військ у Німеччині на посадах помічника начальника політвідділу корпусу, армії і помічника начальника політичного управління Групи військ у Німеччині по комсомольській роботі.
З 1958 року по 1960 рік він заступник начальника політвідділу корпусу. Протягом семи років, з 1960-го по 1967 рік, працював начальником політвідділу двох дивізій Ленінградського військового округу.
З 1967 року по 1970 рік — начальник політвідділу 30-го стрілецького корпусу. У 1969 році закінчив курси при академії Генерального штабу.
Із 1970 по 1974 рік — член військової ради 6-ї армії. З 1974 року по 1976 рік — начальник політвідділу Військового інституту фізкультури.
У 1976 році І. М. Сисолятін призначається начальником політвідділу — заступником начальника Військової академії зв'язку з політчастини. З цієї посади, у званні генерал-лейтенанта, в 1986 році вийшов у запас.
Жив у Ленінграді (з 1991 року — Санкт-Петербург). Помер 3 січня 2006 року. Похований на Серафимівському меморіальному кладовищі Санкт-Петербургу.